# Bazylika Najświętszego Serca Jezusowego w Warszawie

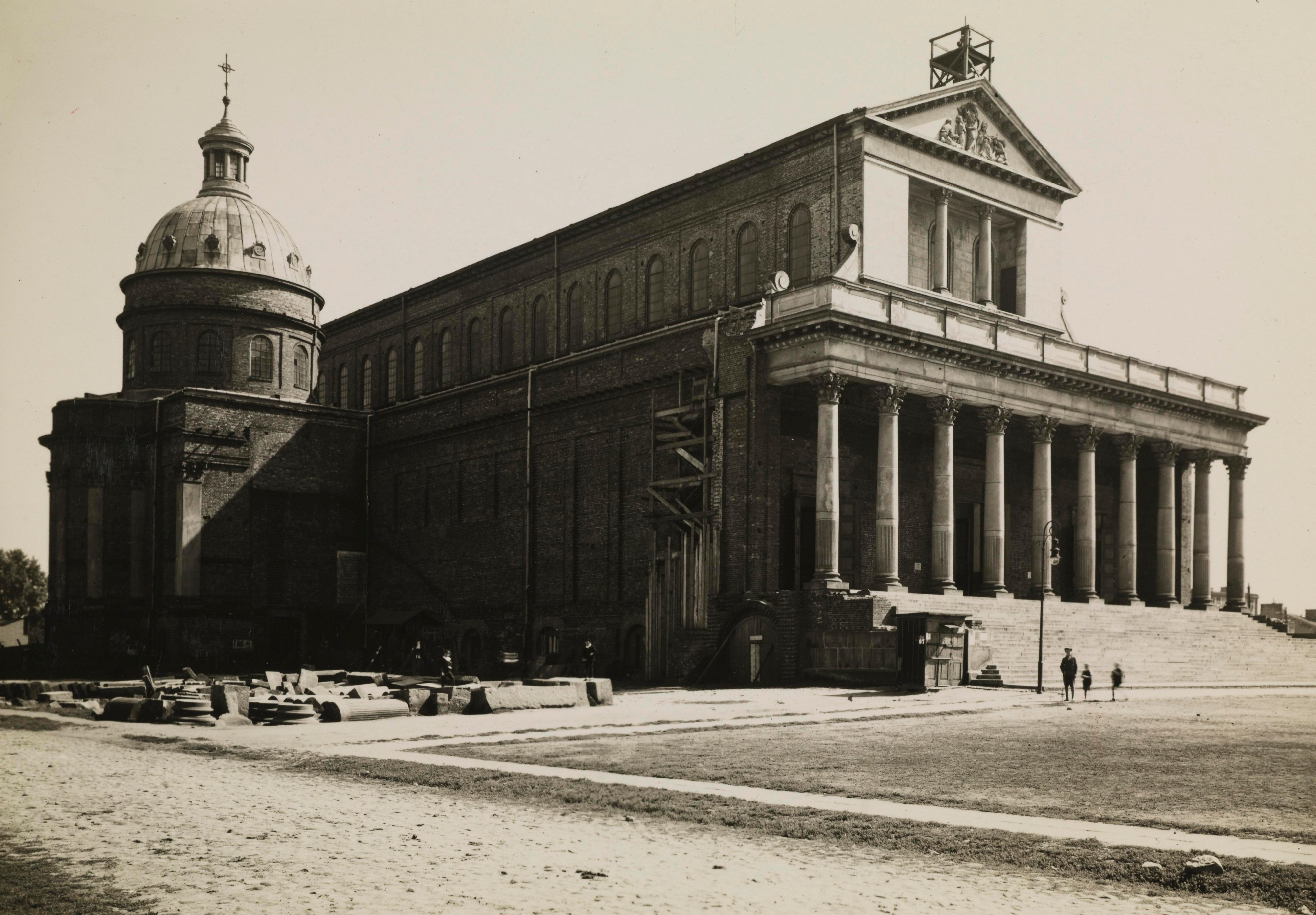
Świątynia w latach 20. XX wieku

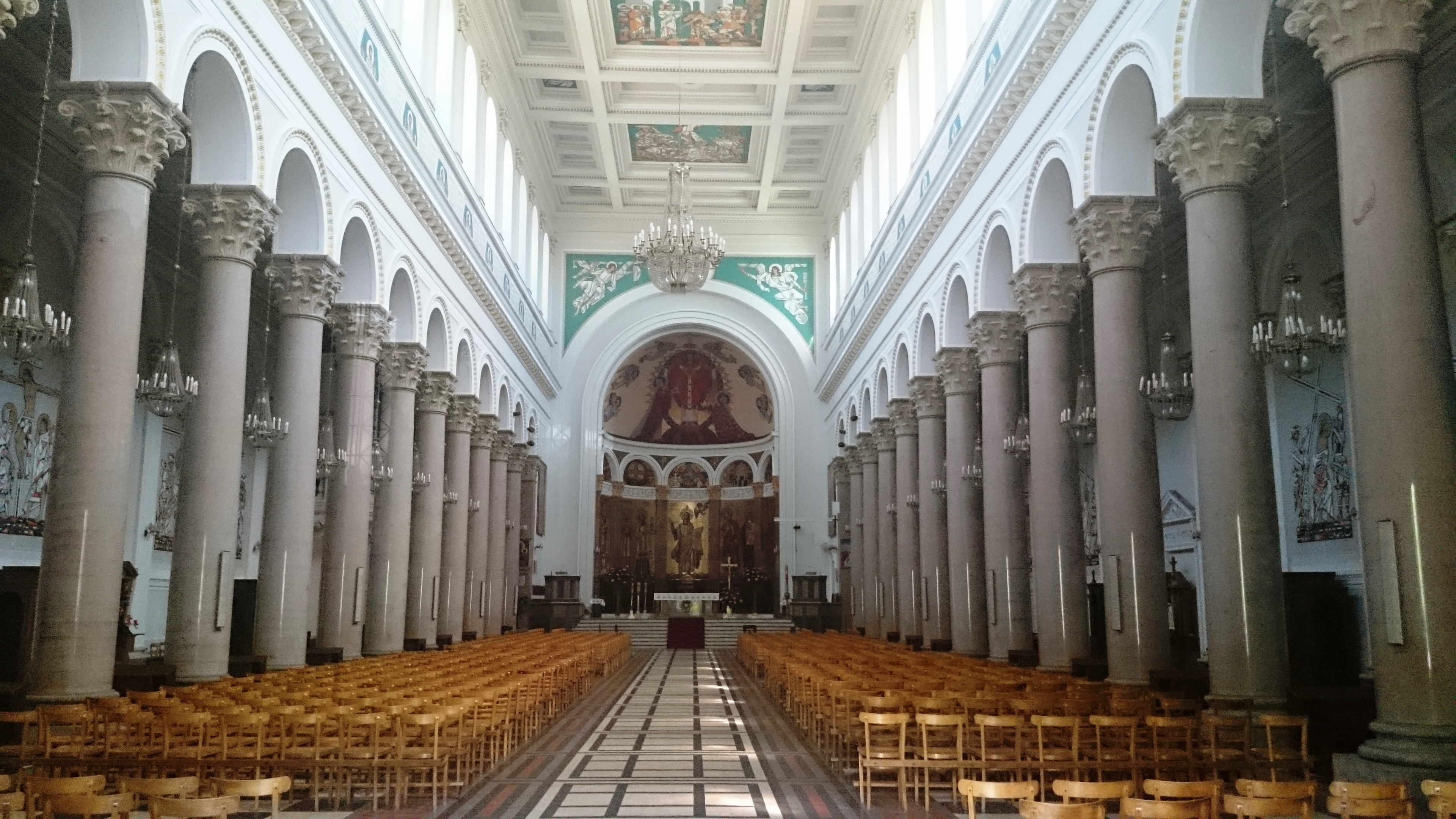
Wnętrze bazyliki, nawa główna

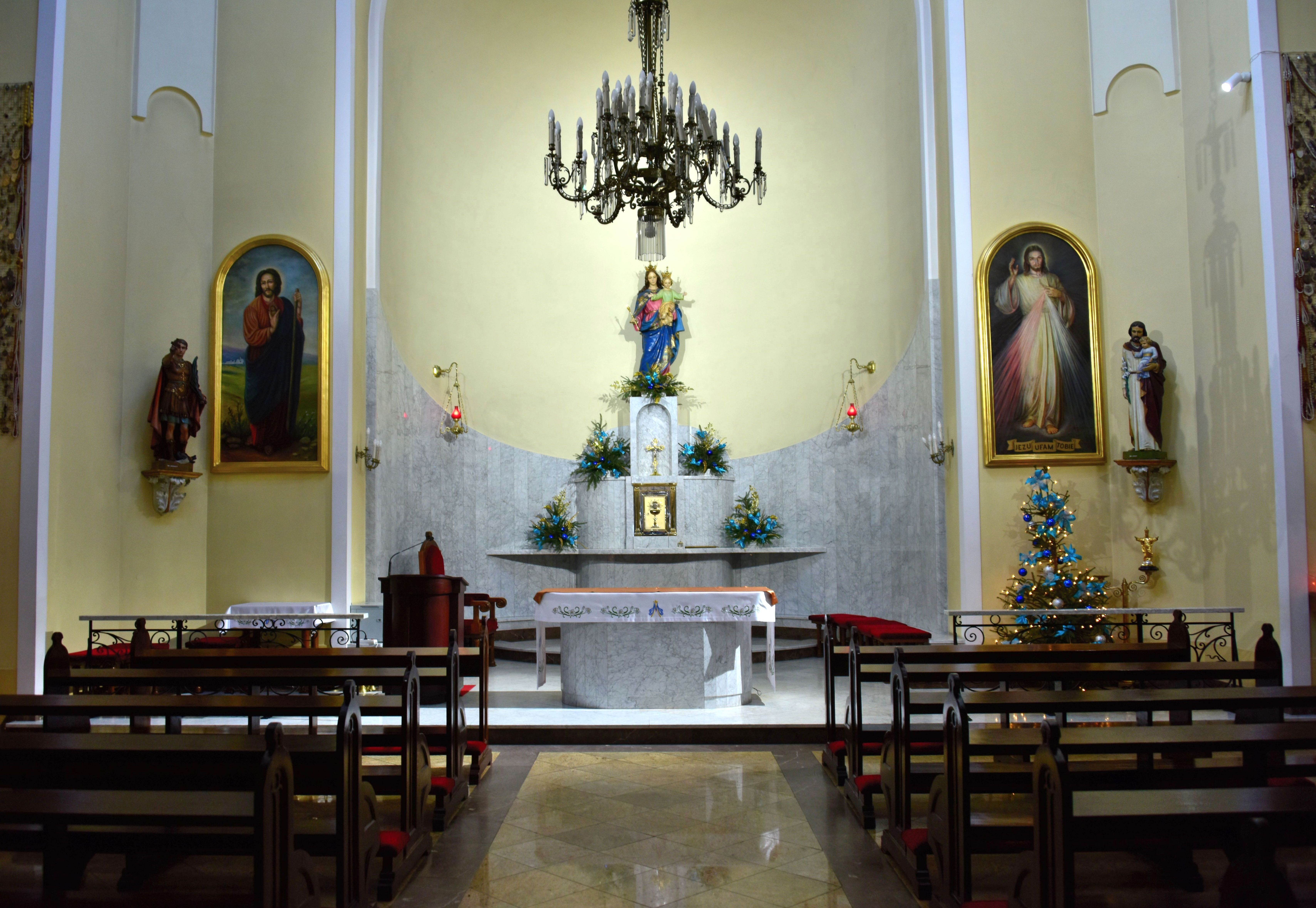
Kaplica NMP Wspomożycielki Wiernych

Bazylika Najświętszego Serca Jezusowego – kościół parafialny znajdujący się przy ul. Kawęczyńskiej na Pradze-Północ w Warszawie. Opiekę nad świątynią sprawują salezjanie.

## Historia
Kościół wybudowany został w latach 1907–1923 według projektu Łukasza Wolskiego. Fundatorem kościoła był Michał Piotr Radziwiłł (od którego imienia tę część Pragi nazywano Michałowem). Inicjatorką budowy świątyni była jednak jego żona Maria z Kieżgajłłów-Zawiszów Radziwiłłowa. Rozpoczęcie budowy bazyliki przypada na czas odnowy życia eklezjalnego w Polsce po ukazie wydanym przez cara w 1905 pozwalającym między innymi na tworzenie nowych parafii.
Dnia 30 czerwca 1904 księżna Maria otrzymała błogosławieństwo papieża Piusa X na budowę bazyliki pod wezwaniem Najświętszego Serca Jezusa. Ten odręcznie pisany przez papieża dokument jest do dzisiaj przechowywany w archiwum parafii. Projekt konstrukcji bazyliki wykonał znany w Polsce prekursor stosowania żelbetu inżynier Kazimierz Grabowski. Pierwszy etap prac związanych z budową przerwał w 1914 wybuch I wojny światowej. Zostały one wznowione w 1919 pod kierunkiem Hugona Kudera i trwały przez cały okres dwudziestolecia międzywojennego. Kudera wprowadził zmiany do pierwotnego projektu, m.in. redukując boczne aneksy i wieżę.
25 października 1919, jeszcze podczas budowy kościoła, kardynał Aleksander Kakowski erygował, z ważnością od 1 listopada, parafię Najświętszego Serca Pana Jezusa.
Nuncjusz papieski Achille Ratti interesował się postępem prac w czasie budowy bazyliki, a po zostaniu papieżem – jako Pius XI – 23 sierpnia 1923 nadał tytuł bazyliki mniejszej. 16 września tego samego roku Aleksander Kakowski dokonał jej konsekracji.
Po śmierci Hugona Kudery (1931) prace projektowe nadbudowy zakrystii na pomieszczenia mieszkalne dla księży wykonał Andrzej Boni.
Od 1931, zgodnie z wolą fundatorki kościoła, opiekę nad nim zaczęli pełnić i pracę duszpasterską prowadzić salezjanie.
W czasie II wojny światowej bazylika uniknęła większych zniszczeń. W 1965 została wpisana do rejestru zabytków.
8 czerwca 1991 podczas IV podróży apostolskiej papież Jan Paweł II otworzył w bazylice obrady II Synodu Plenarnego Kościoła w Polsce. W 2018 świątynia została ogłoszona sanktuarium diecezji warszawsko-praskiej.

## Architektura
Gmach miał być wzorowany na rzymskiej bazylice św. Pawła za Murami. Podobieństwo jest jednak bardzo małe i dotyczy partii wnętrza budynku nawiązującego do typowych bazylik wczesnochrześcijańskich.  Świątynia jest orientowaną bazyliką o długości 65 metrów, szerokości 30 i wysokości 22 metrów.
Architekt nadał mu formy historyzującego modernizmu i klasycystyczną fasadę. Liczy ona dwie kondygnacje i poprzedzona jest złożonym z dziesięciu kolumn portykiem ustawionym na wysokim stylobacie, kryjącym ogromny dolny kościół mogący pomieścić 10 tysięcy osób. Po północnej stronie budynku wzniesiono kaplicę NMP Wspomożycielki Wiernych. Jest ona wzorowana na kaplicy zbudowanej przy rzymskiej bazylice św. Jana na Lateranie.
24 kolumny wykonane z granitu włoskiego, ustawione w dwóch rzędach i oddzielające nawę główną od naw bocznych, zostały pierwotnie wykonane dla bazyliki św. Pawła za Murami. Okazały się jednak za krótkie i zostały zakupione przez fundatorkę na potrzeby budowanej świątyni.
Do bocznej elewacji kościoła przylega licząca pięć kondygnacji wieża, projektowana już przed wojną, lecz wybudowana w latach 1998–1999. Umieszczono na niej odlany w XVIII wieku w Gdańsku dzwon, ofiarowany przez Marię Radziwiłłową.
Wystrój wnętrza jest dziełem kilku malarzy, m.in. nawa główna z obrazami w plafonach i stacjami Drogi Krzyżowej została wykonana przez małżeństwo Oźminów.

## Inne informacje
- Papież Pius XI powiedział kiedyś o tej świątyni La piú bella chiesa in Polonia (pol. Najpiękniejszy kościół w Polsce).
- W grudniu 1944 ludność Pragi wręczyła w świątyni żołnierzom 10 Pułku Piechoty 4 Pomorskiej Dywizji Piechoty ufundowany przez siebie sztandar[14].